# Pampero
Pampero je močan, hladen severozahodni veter, ki piha z Andov čez Pampe v Argentini in Urugvaju. Označuje prehod hladne fronte območja nizkega zračnega pritiska nad Patagonijo in Falklandi. Ob prehodu čez Ande izgubijo zračne mase večino vlage na zahodni strani; na zahodni strani tako trčita razmeroma suh in hladen zrak iz višin ter topel in vlažen zrak pri tleh. Pri tem nastane linija neviht 50 do 200 km pred in vzporedno z robom območja nizkega zračnega pritiska.
Pampero sprva spremlja močno deževje, tudi toča (Pampero Húmedo), nato preide v hladen, suh jugo- do jugovzhodnik (Pampero Seco), ki se na koncu spremeni v peščeni vihar (Pampero Sucio). Po navadi mu sledi topel veter zonda.